# Saint-Pal-de-Chalencon
Saint-Pal-de-Chalencon is een gemeente in het Franse departement Haute-Loire (regio Auvergne-Rhône-Alpes). De plaats maakt deel uit van het arrondissement Yssingeaux. Saint-Pal-de-Chalencon telde op 1 januari 2022 1.019 inwoners.

## Geografie
De oppervlakte van Saint-Pal-de-Chalencon bedroeg op 1 januari 2022 28,95 vierkante kilometer; de bevolkingsdichtheid was toen 35,2 inwoners per km².

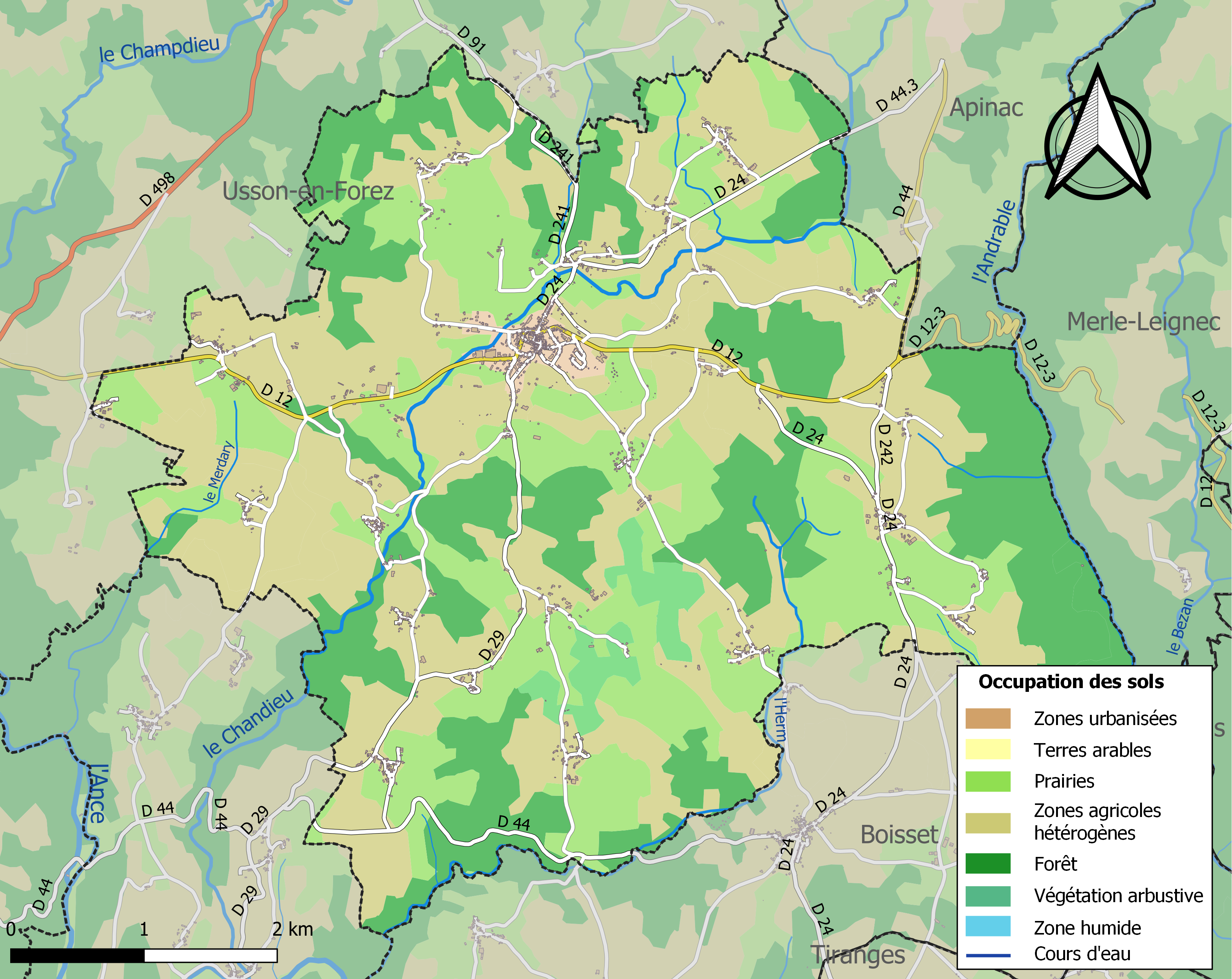
Kaart van de gemeente met de belangrijkste infrastructuur, bodemgebruik en omliggende gemeenten

## Demografie
Onderstaande figuur toont het verloop van het inwonertal (bron: INSEE-tellingen).